# Selles, Pas-de-Calais
Selles là một xã ở tại tỉnh Pas-de-Calais trong vùng Hauts-de-France của Pháp. 
Selles có cự ly khoảng 14 dặm (23 km) về phía đông Boulogne, tại giao lộ của các tuyến đường D215 và D254, bên hai bờ sông Liane.

## Dân số
| 1962                                                         | 1968 | 1975 | 1982 | 1990 | 1999 | 2006 |
| ------------------------------------------------------------ | ---- | ---- | ---- | ---- | ---- | ---- |
| 303                                                          | 314  | 304  | 296  | 277  | 286  | 327  |
| Số liệu điều tra dân số từ năm 1962: Dân số không tính trùng |      |      |      |      |      |      |

## Địa điểm nổi bật
- Nhà thờ St.Martin, dating from the 12th century.